# A Tryst at an Ancient Earthwork
A Tryst at an Ancient Earthwork is een kort verhaal uit 1885 van de Engelse schrijver Thomas Hardy. Het werd in de Verenigde Staten gepubliceerd onder de titel 'Ancient Earthworks and What Two Enthusiastic Scientists Found Therein' in de Detroit Post van 15 maart 1885. In  Groot-Brittannië verscheen het verhaal in het English Illustrated Magazine in december 1893 onder de titel 'Ancient Earthworks at Casterbridge', voorzien van vier foto's van het als Mai-Dun bekende oude fort door W. Pouncy. Vervolgens werd het verhaal opgenomen in de in 1913 in het Verenigd Koninkrijk en de Verenigde Staten uitgebrachte verhalenbundel A Changed Man and Other Tales.
De vertelling is nogal atypisch voor Hardy's werk: het wekt de indruk van een non-fictieverhaal waarin een verslag wordt gedaan van een afspraak (tryst) die de verteller heeft met een vriend en gerespecteerd oudheidkundige om op een middernachtelijk uur een eigenlijk illegaal archeologisch onderzoek te doen op een oud nabij Dorchester gelegen fort dat bekend is onder de naam Mai-Dun. De locatie komt ook voor in Hardy's roman The Mayor of Casterbridge. Het gaat om een van oorsprong Keltische versterking die door de Romeinen zou zijn uitgebouwd tot een strategisch gelegen fort.
Hardy begint het verhaal met een uitgebreide sfeerbeschrijving van de omgeving van het fort en de opbouw ervan, alvorens hij komt tot het eigenlijke doel van de ontmoeting en de vraag waarom die midden in de nacht op geheimzinnige wijze moet plaatsvinden. De vriend van de verteller is door eigen onderzoek tot de overtuiging gekomen dat er op een zekere plaats in het fort een vindplaats moet zijn van Romeinse overblijfselen, dit in kennelijke tegenstelling tot de mening van vakgenoten. Een waarschuwing op een bord bij het fort geeft aan dat het streng verboden is materiaal op deze site op te graven of te verwijderen. Als de verteller vraagt waarom zijn vriend dan niet gewoon toestemming heeft gevraagd, geeft die te kennen dat hij die nooit zou hebben verkregen. Zijn nieuwsgierigheid wint het echter van de wettelijke verboden, zodat hij wel zijn toevlucht moet nemen tot deze nachtelijke expeditie. 
De weersomstandigheden zitten niet mee: het is een onstuimige regenachtige nacht. De verteller hoeft overigens niet veel meer te doen dat zijn metgezel bij te lichten bij diens graafwerkzaamheden. Inderdaad komen er diverse interessante zaken boven de grond: een fraai bewerkt mozaïek, een mooie fles, een skelet, een wapen en, meest opvallend van al, een goudkleurig beeldje van de god Mercurius. Met natte graspollen vegen zij alles schoon. De vriend van de verteller geeft aan dat het hem er niet om gaat om iets mee te nemen, maar alleen om zijn nieuwsgierigheid te bevredigen en van zijn gelijk overtuigd te raken. Alle voorwerpen worden derhalve teruggeplaatst in het gat. Eenmaal steekt de vriend zijn hand in zijn zak, waarop de verteller opmerkt dat wel alles moet worden teruggeplaatst. Jazeker, zegt de vriend, ik maakte alleen mijn hand schoon van de modder. De verteller gaat uit van de goede intenties van zijn vriend en zij verlaten tegen de ochtend de vindplaats.
Zeven jaar later overlijdt de vriend. Onder zijn nagelaten bezittingen bevindt zich onder meer een verguld beeldje van de god Mercurius. Een vindplaats wordt niet vermeld en het beeldje wordt overgedragen aan het museum van Casterbridge.